# Дан борца
Дан борца (мкд. Ден на борецот; словен. Dan borcev) познат и као празник устанка народа Југославије је био државни празник у Социјалистичкој Федеративној Републици Југославији (СФРЈ) и Савезној Републици Југославији (СРЈ) који се 1956. до 1997. празновао 4. јула.
Обележавао је годишњицу седнице Политбироа Централног комитета Комунистичке партије Југославије, одржане 4. јула 1941. у Београду, на којој је донета одлука о подизању оружаног устанка. Састанак је одржан у кући Владислава Рибникара, која је после рата претворена у музеј „4. јули“.
За државни празник Дан борца установљен је 26. јуна 1956. одлуком Савезне народне скупштине и обележавао се сваке године у читавој земљи. Установљен је поводом петнаестогодишњице устанка, а приликом обележавања првог Дана борца, председник ФНРЈ Јосип Броз Тито је 3. јула 1956. Орденом народног хероја одликовао Савез бораца Народноослободилачког рата. Укинут је 26. јуна 1997. усвајањем Закона о државним празницима Савезне Републике Југославије (пошто је Закон ступио на снагу тек 5. јула, полседњи пут је обележен 4. јула 1997).
Поводом Дана борца 4. јула 1958. обележена је у Долини хероја на Тјентишту петнаестогодишњица битке на Сутјесци, којој је присуствовао и Гамал Абдел Насер, председник Уједињене Арапске Републике, који је боравио у посети Југославији. Том приликом Орденом народног хероја одликовано је 17 јединица НОВ и ПОЈ и извршена смотра преживелих бораца.
Године 1960. централна прослава Дана борца одржана је 3. јула у Сремској Митровици и том приликом је Александар Ранковић, председник Савеза бораца НОР, свечано отворио спомен-гробље. Двадесетагодишњица устанка 1961. свечано је прослављена 3. и 4. јула 1961. у Титовом Ужицу, где је на Тргу партизана откривен споменик Јосипу Брозу Титу.
После распада СФР Југославије, постао је државни празник Савезне Републике Југославије, али се касније обележавао само у Републици Србији, где је укинут 2001. одлуком Владе Републике Србије. Празник се и данас, незванично, прославља у организацији Савеза удружења бораца народноослободилачког рата (СУБНОР).
Поред Дана борца, који је обележаван у читавој Југославији, свака република је имала свој празник – Дан устанка, који се прослављао у знак сећања на почетак Народноослободилачке борбе на територији те републике:
- СР Србија (7. јул) — оружана акција Рађевачке партизанске чете, под командом Жикице Јовановића Шпанца, у Белој Цркви, код Крупња[14]
- СР Црна Гора (13. јул) — почетак Тринаестојулског устанка[14]
- СР Словенија (22. јул) — оружана акција Рашичке партизанске чете код Тацена, у близини Љубљане[14]
- СР Босна и Херцеговина (27. јул) — напад герилских одреда Босанске крајине на Дрвар, Босанско Грахово и Оштрељ, код Босанског Петровца и њихово ослобођење[15]
- СР Хрватска (27. јул) — напад герилских одреда из околине Доњег Лапца на Срб[14]
- СР Македонија (11. октобар) — оружана акција Прилепског партизанског одреда у Прилепу[14]